# معما (فیلم ۲۰۰۵)
معما (به هندی: Paheli) یا از نفرت تا محبت فیلمی است که در سال ۲۰۰۵ در هندوستان اکران شد. این فیلم را با توجه به ضعف شدید فیلم نامه‌های سینمای بالیوود، می‌توان فیلمی درخور توجه دانست. به‌طوری که در آن سال این فیلم به نمایندگی از سینمای هندوستان به جشنوارهٔ اسکار فرستاده شد. معما که موضوعش یک افسانهٔ قدیمی هندی است، بازسازی شدهٔ یک فیلم هندی ساخته شده در سال ۱۹۷۷ میلادی است. فیلم، فیلم خوش ساختی است، به‌طوری که بیننده را از همان دقایق آغازین با خود همراه می‌کند و گاهی نیز به تفکر وامی‌دارد.

## داستان فیلم
لاچی(با بازی رانی موکرجی) دختر زیبایی است که با مردی ثروتمند اما بی‌احساس و حریص یعنی کیشانلال (با بازی شاهرخ خان) ازدواج می‌کند. کیشانلال پس از مراسم عروسی، عروس را با کاروان همراه خود به شهرش می‌برد. در راه روحی لاچی را می‌بیند و عاشقش می‌شود. وقتی عروس به خانهٔ داماد می‌رسد از تصمیم شوهرش باخبر می‌شود که تصمیم دارد برای تجارت به سفری پنج ساله برود و این ضربهٔ بزرگی برای نوعروس است. فردای آن روز کهکیشانلال برای تجارت راهی سفر می‌شود، روحی که عاشق لاچی شده بود ظاهر می‌شود و از لاچی می‌خواهد که با وی زندگی کند…